# فوز دو لوآچو
فوز دو لوآچو (به پرتغالی: Foz do Iguaçu) یک سکونتگاه مسکونی در برزیل است که در پارانا واقع شده‌است.

## خصوصیات
فوز دو لوآچو ۶۱۷٫۷۰ کیلومترمربع مساحت و ۲۶۳٬۵۰۸ نفر جمعیت دارد و ۱۶۴ متر بالاتر از سطح دریا واقع شده‌است.